# Feitos dos Húngaros

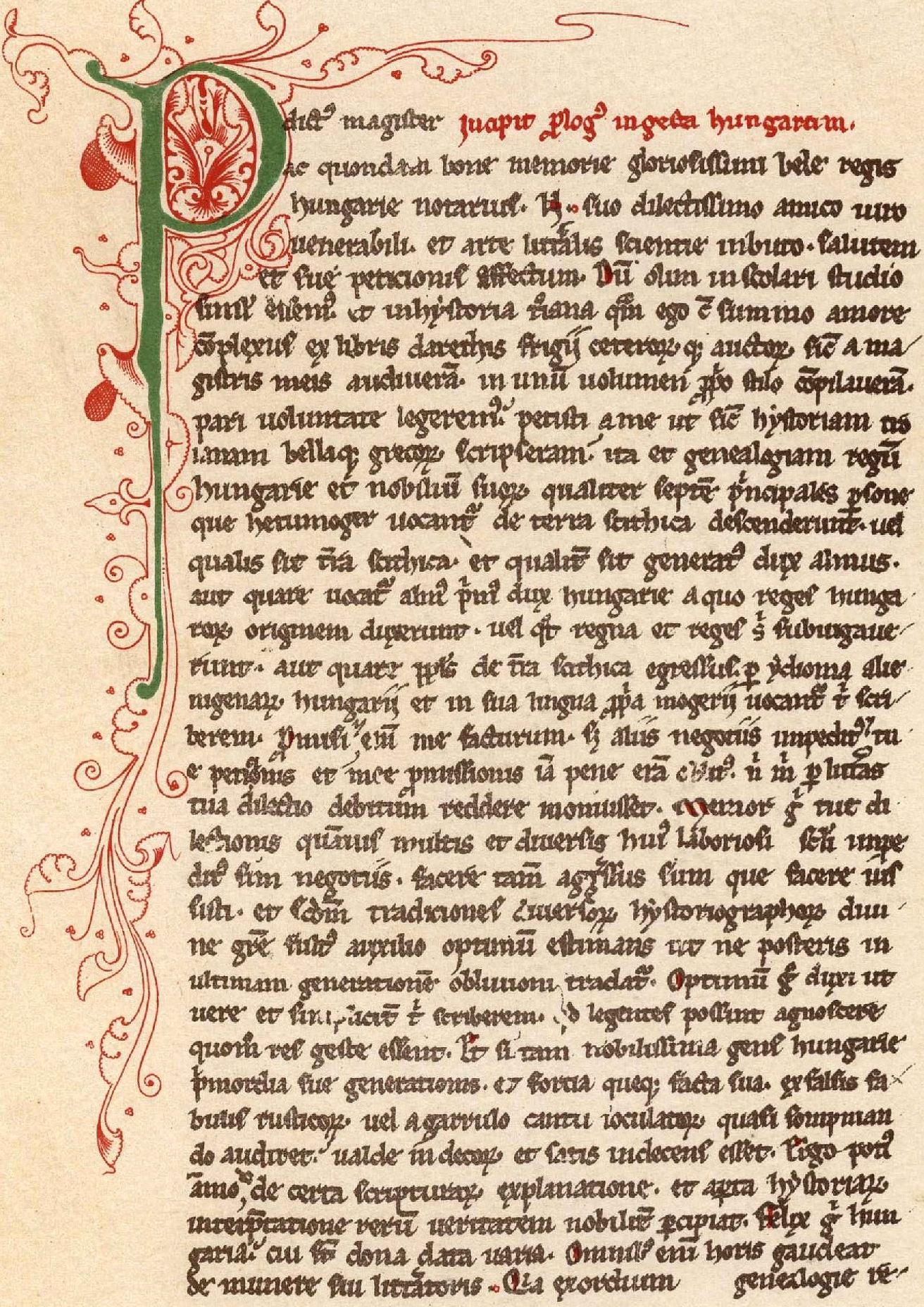
Primeira página do manuscrito

Feitos dos Húngaros (em latim: Gesta Hungarorum) é uma manuscrito que relata a história primitiva da Hungria, escrito por autor anônimo (assinando como Magister P), embora alguns historiadores pensem ter sido escrito por Galo Anônimo. O autor descreve-se apenas como servo fiel do Rei Bela. Tal descrição não é suficiente para para garantir uma identificação correta, já que existiram vários governantes da Hungria com esse nome. 
A obra, escrita por volta de 1200, é uma mistura de tradição oral, fontes antigas e invenções do autor. Esta crônica foi escrita como como obra literária nos mesmos moldes que outras crónica ocidentais, por essa altura comuns. O autor tenta definir as famílias governantes do Reino da Hungria como descendentes dos Arpades, ou pelo menos dos seus aliados. Tenta também glorificar os méritos dos Arpades em relação com a ocupação magiar ocorrida no século X.